# Nazym Kazibay
Nazym Kazibay (in kazako Назым Қызайбай?; Regione di Almaty, 14 settembre 1993) è una pugile kazaka.

## Palmarès

### Mondiali
- 3 medaglie:
  - 2 ori (Jeju 2014 nei Pesi Mosca Leggeri; Astana 2016 nei Pesi Mosca Leggeri)
  - 1 bronzo (Qinhuangdao 2012 nei Pesi Mosca Leggeri)